# 王华馥
王华馥（1925年—），男，山东烟台人，中国固体物理学家，南开大学教授、博士生导师，曾任中国物理学会理事。